# Мастерский замах сказочного дровосека
«Мастерский замах сказочного дровосека» (англ. Fairy Feller's Master-Stroke, также Удар волшебного дровосека) — картина английского художника Ричарда Дадда, которую он писал в течение 9 лет в лондонской психиатрической больнице Бедлам.
Дадд был помещён в лечебницу после убийства отца, в котором он увидел воплощение дьявола. В больнице художник не перестал писать и именно там создал свои самые известные произведения, среди которых и «Мастерский замах сказочного дровосека». Передний план этой картины небольшого формата занимает переплетение трав и цветов. За ним взору зрителя предстаёт мир странных сказочных персонажей, которые застыли в ожидании удара дровосека по лесному ореху. Дровосек молод, крепкого сложения, на нём коричневый камзол из сукна или кожи, на голове шапка, из-под которой выбиваются волнистые рыжеватые волосы. Он крепко стоит на каменистой почве и обеими руками сжимает занесённый вверх каменный топор. Орех представляет собой центр композиции. На нём сосредоточено внимание всех персонажей. Неизвестно, что находится внутри ореха, но кажется, будто бы, как только топор расколет его, спадёт какое-то заклятие и жизнь обитателей картины преобразится.
Ричард Дадд уделял большое внимание деталям картины. Некоторые мазки он рассматривал через увеличительное стекло, пытаясь добиться совершенства. Он создал эффект практически трёхмерного изображения, однако считал полотно незавершённым. Действительно, нижний левый угол картины представляет собой только набросок. Для создания контекста картины, Дадд написал стихотворение «Elimination of a Picture & its subject — called The Fellers' Master Stroke», где каждому персонажу было дано имя и описана его роль. Стихотворение полно аллюзий на английский фольклор и произведения Шекспира, доказывая, что картина не является случайным плодом буйного воображения автора.
«Удар волшебного дровосека» был заказан главным управляющим Бетлемской королевской больницы Джорджем Генри Гайденом (head steward George Henry Hayden), который восхищался творчеством Дадда и попросил создать для него картину на сказочную тематику. «Мастерский замах» был преподнесён в дар Галерее Тейт поэтом Зигфридом Сассуном в память о его друге офицере Джулиане Дадде (Julian Dadd), правнуке художника, и его двух братьях, погибших во время Первой мировой войны.

## В массовой культуре
- По мотивам картины написана фантазия английского композитора Оливера Нассена «Расцветай фейерверком» (1988).
- К картине обращается в романе «Маленький свободный народец» (2003) английский писатель Терри Пратчетт.
- Картина упоминается в романе Роберта Рэнкина «Чисвикские ведьмы[англ.]».
- По мотивам картины фронтмен рок-группы «Queen» Фредди Меркьюри написал песню с одноимённым названием для альбома «Queen II» (1974).